# Милутин Шумановић
Милутин Шумановић (Шид, 1862 — Сремска Митровица, 1937) био је српски инжењер шумарства. Он је отац славног српског сликара Саве Шумановића.

## Живот и каријера
Рођен је 1862. године у Шиду као друго по реду дете Јоакима и Христине Шумановић. По струци је био инжењер шумарства. Службу је започео као шумар у Рајеву Селу а затим у Винковцима, где је обављао функцију управника шумарије. Од 1885. до 1903. године и од 1906. до 1907. године био је члан Хрватско-славонског шумарског друштва, I разреда, као шумар бродске имовне општине у Винковцима.
Године 1894. оженио се Персидом Тубић, кћерком шидског трговца Саве Тубића, која је још као  девојка стекла одлично школовање у бечким и печујским лицејима, а с почетка 20. века водила и сопствени посао. Милутин и Персида Шумановић су имали сина јединца Саву, рођеног у Винковцима 1896. године, у време када је Милутин био управник винковачке шумарије 

Када је због болести, превремено пензионисан 1900. године  вратио са супругом и сином у родни Шид.  У Шиду се Милутин са породицом посветио вођењу великог поседа и производњи вина, а у кући је отворио уговорну пошту коју је водила његова супруга Персида. 
На почетку Великог рата 1914. године, са групом највиђенијих Шиђана Милутин је ухапшен и притворен као талац. У затвору се тешко разболео, али је ипак преживео.
Како је Милутин све више побољевао, без икаквог проблема Персида  је са сином водила целокупно имање, и омогућила породици да одржи свој капитал.
По завршетку великог рата Милутин је продао половину свог имања, и посветио се само неговању винограда и производњи вина.
Преминуо је 1937. године у болници у Сремској Митровици, а сахрањен на гробљу у Шиду.

## Подршка сину Сави
Иако болестан Милутин је заједно са супругом Персидом био највећа морална и материјалну подршка сину Сави у остваривању његове жеље да постане сликар. Као глава породице сложио се са Персидиним предлогом да Сава упише Привремену вишу школу за умјетност и умјетнички обрт у Загребу. Родитељска, подршка сину Сави Шумановићу наставила се и касније у току Савиног боравка у Паризу.